# Pachycephala schlegelii
Pachycephala schlegelii là một loài chim trong họ Pachycephalidae.